# KOKO HILLS

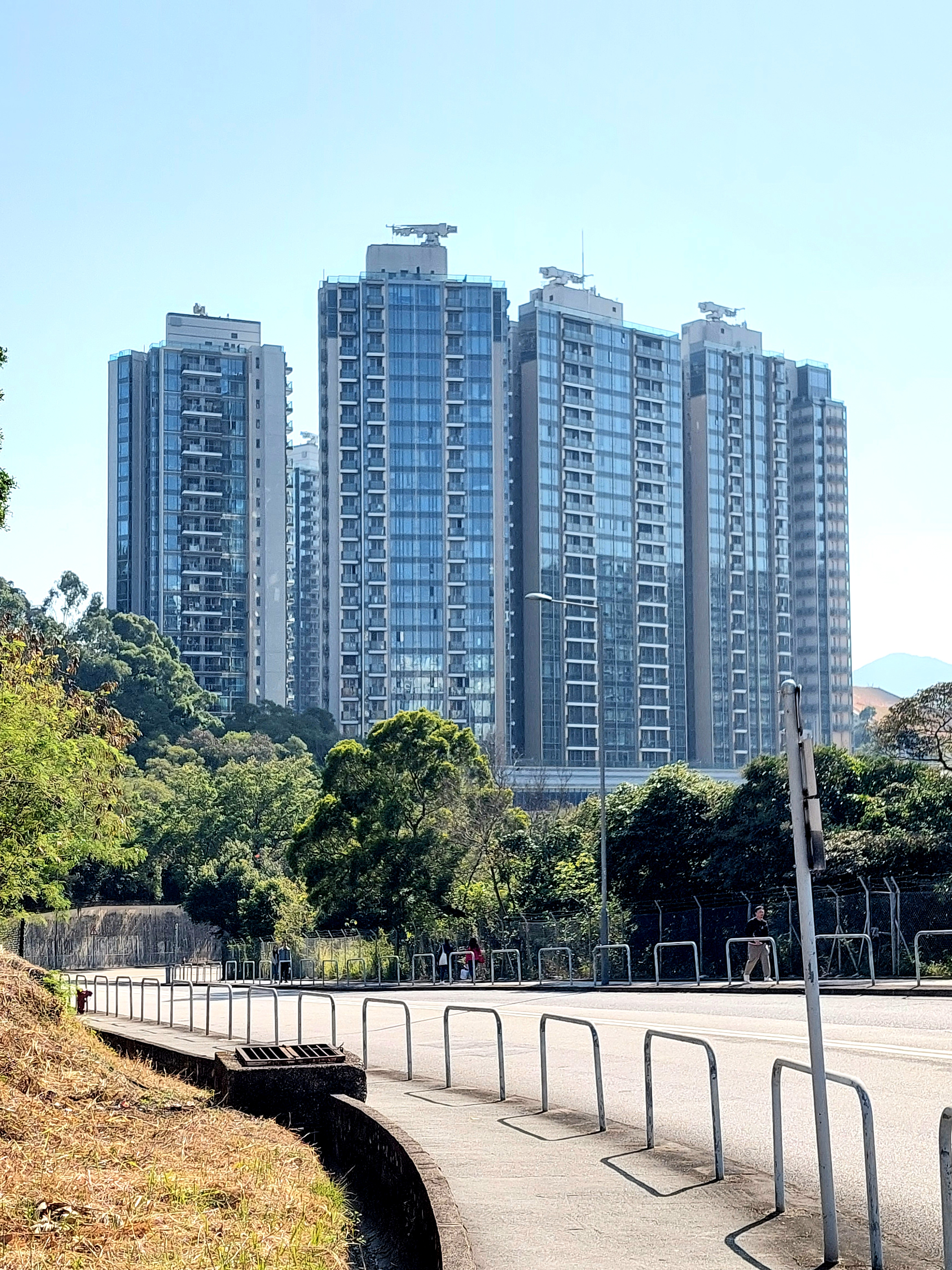
KOKO HILLS北面

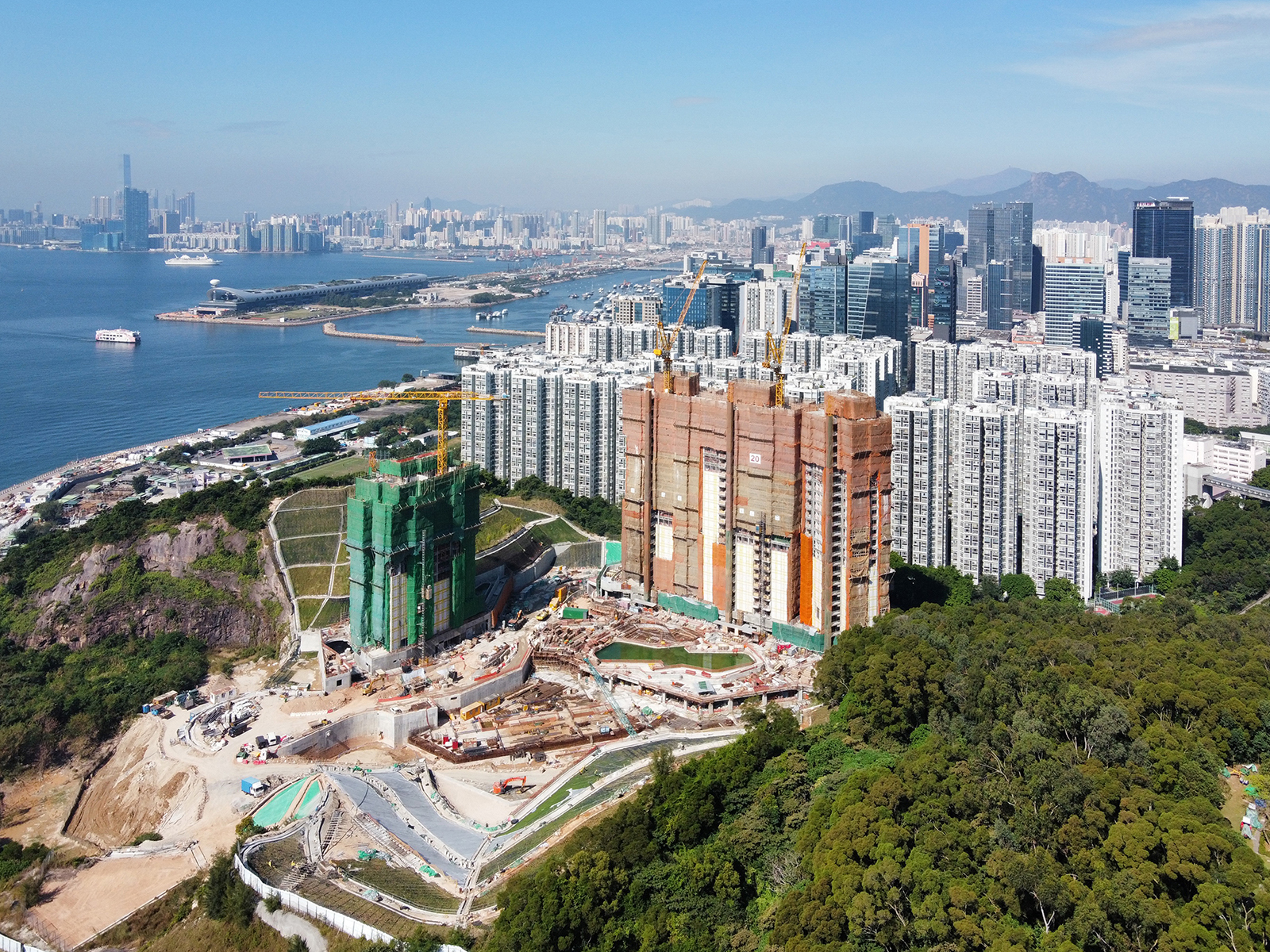
興建中的KOKO HILLS（2020年11月）

KOKO HILLS位於香港九龍藍田茶果嶺高嶺道，為茶果嶺的高尚住宅項目，由會德豐地產發展。主題主要以意大利風情為概念。項目分為3期發展，首期在2021年12月落成，預計為2022年9月落成，示範單位分別設於海港城港威大廈一座及二座19樓。

## 歷史

### 《茶果嶺、油塘、鯉魚門分區計劃大綱圖》
1998年，前茶果嶺高嶺土礦場被納進《茶果嶺、油塘、鯉魚門分區計劃大綱圖》內研究，面積為10.5公頃的「住宅（甲類）4」用地，住宅樓面上限達657萬平方呎，發展規模達萬伙，容納人口近2萬人。後來因為房屋需求及基礎建設的發展改變，不希望影響到茶果嶺村的情況，加上將軍澳－藍田隧道的發展及交通配套等各種客觀因素，令到整體發展規劃被逼縮減，而且延後。

### 《前茶果嶺高嶺土礦場發展規劃檢討》
為了加快房屋土地供應及修改分區計劃大綱圖，加上將軍澳－藍田隧道即將落成，規劃署於2011年7月對前茶果嶺高嶺土礦場進行規劃研究，檢討前茶果嶺高嶺土礦場未來的土地用途及擬備總綱發展圖。

## 項目主題
- KOKO HILLS：Mountain resort
- KOKO RESERVE：Ski resort+ 哥爾夫嶺(putting green)
- KOKO ROSSO：Dolomites渡假村+Piedmont酒區出產Nebbiolo紅酒
- KOKO MARE：利古里亞海

## 規劃
項目分為3期發展，合共提供1,437伙單位。項目由兩大知名設計師合作設計，入口大堂和會所部分由及David Collins Studio室內設計公司負責，而園林設計由香港園境設計公司Adrian L Norman Ltd（ALN）一手打造。
其中，David Collins Studio室內設計公司亦有參與部分著名項目，包括位於澳門倫敦人最高兩層，與澳門金沙度假區全球大使貝克漢合作設計的設有14間「大衛－碧咸套房」等。另外，同樣由會德豐地產發展的山頂頂級豪宅Mount Nicholson也是由他設計。

### 第一期
由3座物業組成，屬於第2、3、5座，提供413伙單位，戶型包括1房至4房。項目在2020年7月開售。截止2021年9月，第一期已售出158伙，套現約19億元。

#### 入伙
2022年12月22日，KOKO HILLS聯同啟德河的高尚住宅項目MONACO和GRANDE MONACO正式入伙。 （页面存档备份，存于）

### 第二期
第二期命名為KOKO RESERVE，只有一座物業，提供82伙單位，預計關鍵日期為2022年9月。戶型以2房至4房為主，實用面積483至1,992平方呎。大廈亦設有平台特色戶、複式單位及天際複式單位。項目在2021年9月底採用招標形式發售。

### 第三期
第三期暫名為KOKOHILLSDevelopment，在申請預售樓花，將分為3A期及3B期發展，提供392伙及444伙，計劃2022年推售。
2023年，第3A期正式命名為KOKO ROSSO，第3B期正式命名為KOKO MARE。
而部分單位配備Smart Living Solution智能家居方案，住戶可以利用視像對講機系統及智能手機，遙控客飯廳燈光、冷氣及窗簾操作。

## 設施
屋苑住客會所「Club Koko」為雙會所設計，分3大主題，每期住戶均可使用。會所總面積逾58,500方呎，設施包括特設5個室內外泳池，包括50米戶外泳池「The Lagoon」和「魔幻水域」，佔地逾2,600方呎，24小時開放的健身室，健身器材利用Technogym和會德豐地產旗下住宅健身室品牌「BODY N SOUL」，設備包括全港首個住宅項目採用的虛擬私人教練機「MIRROR」。室內其他設施包括餐廳「KOKO Lounge」、自助式開放煮食間「Cook N Fun 樂享廚」、「Ski Tech」滑雪模擬器、瑜珈室、私人水療室、多用途運動場、卡拉OK房、佔地逾3萬平方呎室內兒童遊樂室KOKO WONDERLAND等。
在戶外方面，綠化空間佔整個項目面積超過20%，約2.2萬方呎，設面積逾3,700平方呎的草坪KOKO Lawn、480米跑步徑和為兒童而設的Tree Walk探索綠遊。而戶外兒童遊樂場亦設有2條長20米及5米的户外滑梯和「Alpine Chalet山嶺木屋」。
在服務方面，發展商首次引入『蒙特梭利教育法』的「蒙特梭利學堂」作為賣點，透過課堂及興趣班，為孩子潛能激發及發揮無限創意的混齡學習環境。

## 軼聞
- 根據地政總署原有的計劃，政府亦打算於本住宅項目的用地興建一條「學校邨」，但計劃最後告吹。

## 鄰近
- 港鐵觀塘線藍田站
- 茶果嶺天后廟
- 茶果嶺求子石
- 茶果嶺村
- 茶果嶺邱氏祖墳祭台
- 茶果嶺石礦場
- 榮華冰室（有70多年歷史的冰室）

## 交通
由於項目前身前茶果嶺高嶺土礦場位於山腰之間，為方便住客，大堂利用酒店式行人專用入口，由此項目步行到港鐵藍田站只需要6分鐘。發展商將於入伙後安排專車接送住戶至港鐵藍田站。
2023年11月13日起，九龍巴士219X線會以項目的所在地高嶺道作終點站，但該站只限特別班次停靠。

## 外部連結
- KOKO HILLS、KOKO RESERVE、KOKO ROSSO和KOKO MARE的官方網站 （页面存档备份，存于）